# A1 Grand Prix 2007
La A1 Grand Prix 2007 è stata la terza stagione della serie automobilistica per nazioni A1 Grand Prix. Il mondiale è stato vinto dalla squadra Svizzera e dal pilota Neel Jani. Al secondo posto si è piazzata la compagine neozelandese, seguita dalla scuderia della Gran Bretagna.

## Calendario
| Round | Data               | Paese           | Circuito                       | Sprint Winner | Main Winner   |
| ----- | ------------------ | --------------- | ------------------------------ | ------------- | ------------- |
| 1     | 30 settembre, 2007 | Paesi Bassi     | Circuit Park Zandvoort         | Sud Africa    | Gran Bretagna |
| 2     | 14 ottobre, 2007   | Repubblica Ceca | Brno                           | Nuova Zelanda | Nuova Zelanda |
| 3     | 25 novembre, 2007  | Malaysia        | Sepang International Circuit   | Svizzera      | Svizzera      |
| 4     | 16 dicembre, 2007  | Cina            | Circuito di Zhuhai             | Germania      | India         |
| 5     | 20 gennaio, 2008   | Nuova Zelanda   | Taupo Motorsport Park          | Nuova Zelanda | Germania      |
| 6     | 3 febbraio, 2008   | Australia       | Eastern Creek                  | Francia       | Sud Africa    |
| 7     | 24 febbraio, 2008  | Sudafrica       | Circuito di Durban             | Canada        | Svizzera      |
| 8     | 16 marzo, 2008     | Messico         | Autodromo Hermanos Rodríguez   | Nuova Zelanda | Irlanda       |
| 9     | 13 aprile, 2008    | Cina            | Shanghai International Circuit | Svizzera      | USA           |
| 10    | 4 maggio, 2008     | Gran Bretagna   | Brands Hatch                   | Gran Bretagna | India         |

## Classifica
(Legenda) (risultati in grassetto indicano la pole position, risultati in corsivo indicano il giro veloce)
| Pos | Team            | Piloti               | Paesi Bassi (bandiera) | Paesi Bassi (bandiera) | Rep. Ceca (bandiera) | Rep. Ceca (bandiera) | Malaysia (bandiera) | Malaysia (bandiera) | Cina (bandiera) | Cina (bandiera) | Nuova Zelanda (bandiera) | Nuova Zelanda (bandiera) | Australia (bandiera) | Australia (bandiera) | Sudafrica (bandiera) | Sudafrica (bandiera) | Messico (bandiera) | Messico (bandiera) | Cina (bandiera) | Cina (bandiera) | Regno Unito (bandiera) | Regno Unito (bandiera) | Pts |
| Pos | Team            | Piloti               | spr                    | fea                    | spr                  | fea                  | spr                 | fea                 | spr             | fea             | spr                      | fea                      | spr                  | fea                  | spr                  | fea                  | spr                | fea                | spr             | fea             | spr                    | fea                    | Pts |
| --- | --------------- | -------------------- | ---------------------- | ---------------------- | -------------------- | -------------------- | ------------------- | ------------------- | --------------- | --------------- | ------------------------ | ------------------------ | -------------------- | -------------------- | -------------------- | -------------------- | ------------------ | ------------------ | --------------- | --------------- | ---------------------- | ---------------------- | --- |
| 1   | Svizzera        | Neel Jani            | 5                      | 3                      | 8                    | 3                    | 1*                  | 1*                  | 2*              | 6               | Ret                      | 13*                      | 10                   | 2                    | 3                    | 1                    | 3                  | 19                 | 1*              | 5               | 4                      | 3                      | 168 |
| 2   | Nuova Zelanda   | Jonny Reid           | 9                      | 7                      | 1*                   | 1                    | 5                   | 8                   | 10              | 2               | 1                        | 4                        | 2                    | 9                    | 20*                  | 10                   | 1                  | 12                 | Ret             | 4               | 8                      | 8                      | 127 |
| 3   | Gran Bretagna   | Oliver Jarvis        | 7                      | 1                      |                      |                      | 6                   | 12                  | 6               | 5*              |                          |                          |                      |                      | 2                    | 11                   | 2                  | 2*                 |                 |                 |                        |                        | 126 |
| 3   | Gran Bretagna   | Robbie Kerr          |                        |                        | 2                    | 17                   |                     |                     |                 |                 | Ret                      | Ret                      | 16                   | 3                    |                      |                      |                    |                    | 9               | 9               | 1                      | 2                      | 126 |
| 4   | Francia         | Loïc Duval           | 2                      | 5                      |                      |                      | 2                   | 2                   | 8               | 7               | 3                        | 3                        | 1*                   | Ret                  | 11                   | 2                    |                    |                    |                 |                 |                        |                        | 118 |
| 4   | Francia         | Nicolas Lapierre     |                        |                        | 6                    | 5                    |                     |                     |                 |                 |                          |                          |                      |                      |                      |                      |                    |                    |                 |                 |                        |                        | 118 |
| 4   | Francia         | Jonathan Cochet      |                        |                        |                      |                      |                     |                     |                 |                 |                          |                          |                      |                      |                      |                      | 12                 | 13                 |                 |                 |                        |                        | 118 |
| 4   | Francia         | Franck Montagny      |                        |                        |                      |                      |                     |                     |                 |                 |                          |                          |                      |                      |                      |                      |                    |                    | 12              | 8               | 10                     | 5                      | 118 |
| 5   | Sud Africa      | Adrian Zaugg         | 1*                     | 2                      | 4                    | 16                   | 10                  | Ret                 | Ret             | 3               | 4                        | 7                        | 7                    | 1*                   | 13                   | 7                    | Ret                | 6                  | 7               | 16              | 7                      | 11                     | 96  |
| 6   | Irlanda         | Ralph Firman         | 8                      | 6                      |                      |                      |                     |                     |                 |                 |                          |                          |                      |                      |                      |                      |                    |                    |                 |                 |                        |                        | 94  |
| 6   | Irlanda         | Adam Carroll         |                        |                        | 3                    | 6                    | 7                   | 7                   | 4               | 16              | 6                        | 5                        | 15                   | 13                   | 15                   | Ret                  | 4                  | 1                  | 11              | 3               | 3                      | 13*                    | 94  |
| 7   | Paesi Bassi     | Jeroen Bleekemolen   | 3                      | 8                      | 5                    | 2                    | 18                  | 4                   | 9               | Ret             | 5                        | 8                        | 9                    | 8                    | 5                    | 4                    | 8                  | 4                  | 17              | 18              | 9                      | 6                      | 87  |
| 8   | Germania        | Christian Vietoris   | 6                      | 9                      | 7                    | 8                    |                     |                     |                 |                 | 2*                       | 1                        |                      |                      |                      |                      |                    |                    |                 |                 |                        |                        | 83  |
| 8   | Germania        | Michael Ammermüller  |                        |                        |                      |                      | 16                  | EX                  | 1               | 4               |                          |                          | 4                    | 7                    | EX                   | Ret                  | Ret                | 20                 | 6               | 10              | 20                     | Ret                    | 83  |
| 9   | Canada          | James Hinchcliffe    | 19                     | 18                     | 12                   | 11                   |                     |                     |                 |                 |                          |                          |                      |                      |                      |                      |                    |                    |                 |                 | 15                     | 17                     | 75  |
| 9   | Canada          | Robert Wickens       |                        |                        |                      |                      | 3                   | Ret                 | 15              | Ret             | Ret                      | 2                        | 3                    | 6                    | 1                    | 12                   | 7                  | 5                  | 2               | 20*             |                        |                        | 75  |
| 10  | India           | Narain Karthikeyan   | 10                     | Ret                    | 21                   | 9                    | 11                  | 6                   | 7               | 1               | 10                       | Ret                      | 11                   | 11                   |                      |                      | 13                 | 9                  | 5               | 7               | 5                      | 1                      | 61  |
| 10  | India           | Parthiva Sureshwaren |                        |                        |                      |                      |                     |                     |                 |                 |                          |                          |                      |                      | 17                   | Ret                  |                    |                    |                 |                 |                        |                        | 61  |
| 11  | Portogallo      | João Urbano          | 11                     | Ret                    | 9                    | 18                   | 13                  | Ret                 | 19              | 12              | 8                        | 12                       | 12                   | 16                   |                      |                      |                    |                    |                 |                 |                        |                        | 59  |
| 11  | Portogallo      | Filipe Albuquerque   |                        |                        |                      |                      |                     |                     |                 |                 |                          |                          |                      |                      | 7                    | 3                    | 6                  | 7                  | 3               | 2               | 6                      | 7                      | 59  |
| 12  | USA             | Buddy Rice           | 22                     | 13                     | 16                   | 15                   |                     |                     |                 |                 |                          |                          |                      |                      |                      |                      |                    |                    |                 |                 |                        |                        | 56  |
| 12  | USA             | Jonathan Summerton   |                        |                        |                      |                      | 12                  | 10                  | 12              | 10              | 7                        | 14                       | 5                    | Ret                  | 10                   | Ret                  | 5                  | 3                  | 21              | 1               | 2                      | 12                     | 56  |
| 13  | Cina            | Cong Fu Cheng        | 17                     | 15                     | 10                   | 4*                   | Ret                 | 5                   | 3               | 9               | 14                       | Ret                      | 14                   | 10                   | 4                    | 6*                   | 17*                | 10                 | 10              | 15              | 21*                    | 4                      | 55  |
| 14  | Brasile         | Sérgio Jimenez       | 13                     | 11                     | 11                   | 7                    | 4                   | 3                   | 18              | Ret             | 13                       | 6                        | 8                    | 4                    |                      |                      |                    |                    |                 |                 |                        |                        | 44  |
| 14  | Brasile         | Bruno Junqueira      |                        |                        |                      |                      |                     |                     |                 |                 |                          |                          |                      |                      | Ret                  | 9                    | 10                 | 8                  |                 |                 |                        |                        | 44  |
| 14  | Brasile         | Alexandre Negrão     |                        |                        |                      |                      |                     |                     |                 |                 |                          |                          |                      |                      |                      |                      |                    |                    | 14              | 13              | 16                     | 14                     | 44  |
| 15  | Malesia         | Alex Yoong           | 16                     | Ret                    | 17                   | 14                   | 9                   | 13                  | Ret             | Ret             | Ret                      | Ret                      |                      |                      |                      |                      | 9                  | 15                 | 4               | 6               |                        |                        | 25  |
| 15  | Malesia         | Fairuz Fauzy         |                        |                        |                      |                      |                     |                     |                 |                 |                          |                          | 20                   | 17                   | 9                    | 5                    |                    |                    |                 |                 | 13                     | Ret                    | 25  |
| 16  | Messico         | Salvador Durán       | 4                      | 4*                     |                      |                      |                     |                     |                 |                 |                          |                          |                      |                      |                      |                      |                    |                    |                 |                 |                        |                        | 22  |
| 16  | Messico         | Michel Jourdain Jr.  |                        |                        | 13                   | 22                   | 20                  | 11                  |                 |                 |                          |                          |                      |                      |                      |                      |                    |                    |                 |                 |                        |                        | 22  |
| 16  | Messico         | David Garza Perez    |                        |                        |                      |                      |                     |                     | 16              | 11              | 17                       | 9                        | 17                   | 18                   | 8                    | Ret                  | 16                 | 14                 |                 |                 |                        |                        | 22  |
| 16  | Messico         | Jorge Goeters        |                        |                        |                      |                      |                     |                     |                 |                 |                          |                          |                      |                      |                      |                      |                    |                    | 20              | 21              |                        |                        | 22  |
| 16  | Messico         | David Martínez       |                        |                        |                      |                      |                     |                     |                 |                 |                          |                          |                      |                      |                      |                      |                    |                    |                 |                 | 20                     | 16                     | 22  |
| 17  | Australia       | Ian Dyk              | 21                     | 12                     | Ret                  | 13                   | Ret                 | 9                   | 13              | 15              |                          |                          |                      |                      |                      |                      |                    |                    |                 |                 |                        |                        | 20  |
| 17  | Australia       | John Martin          |                        |                        |                      |                      |                     |                     |                 |                 | 9                        | Ret                      | 6                    | 5                    | 6                    | 14                   | Ret                | 21                 | 15              | 14              | 14                     | Ret                    | 20  |
| 18  | Italia          | Enrico Toccacelo     | 12                     | 14                     | 14                   | 10                   | 8                   | Ret                 |                 |                 |                          |                          |                      |                      |                      |                      |                    |                    |                 |                 |                        |                        | 12  |
| 18  | Italia          | Edoardo Piscopo      |                        |                        |                      |                      |                     |                     | 11              | Ret             | 12                       | Ret                      | 13                   | 14                   | 14                   | 8                    | 11                 | Ret                | 8               | 12              | 17                     | 9                      | 12  |
| 19  | Repubblica Ceca | Erik Janiš           | 15                     | 10                     | 18                   | 12                   | 15                  | 15                  |                 |                 |                          |                          |                      |                      |                      |                      |                    |                    |                 |                 |                        |                        | 10  |
| 19  | Repubblica Ceca | Tomáš Enge           |                        |                        |                      |                      |                     |                     | 5               | 8               | Ret                      | 11                       | 18                   | 15                   |                      |                      |                    |                    |                 |                 |                        |                        | 10  |
| 19  | Repubblica Ceca | Josef Král           |                        |                        |                      |                      |                     |                     |                 |                 |                          |                          |                      |                      | 18                   | Ret                  |                    |                    |                 |                 |                        |                        | 10  |
| 19  | Repubblica Ceca | Filip Salaquarda     |                        |                        |                      |                      |                     |                     |                 |                 |                          |                          |                      |                      |                      |                      | Ret                | 16                 | 13              | 11              | 12                     | 15                     | 10  |
| 20  | Pakistan        | Adam Langley-Khan    | 18                     | 17                     | 15                   | 20                   | 17                  | 14                  | 14              | 14              | 11                       | 10                       | Ret                  | 12                   | 12                   | Ret                  | Ret                | 18                 | 16              | 17              | 18                     | Ret                    | 1   |
| 21  | Indonesia       | Satrio Hermanto      | 20                     | 16                     | 19                   | 19                   | 19                  | 16                  | 17              | Ret             | 16                       | Ret                      | 21                   | 20                   | 16                   | Ret                  | 14                 | 11                 | 19              | 19              | 19                     | 10                     | 1   |
| 22  | Libano          | Chris Alajajian      | 14                     | 19                     |                      |                      | 14                  | Ret                 | Ret             | 13              | 15                       | Ret                      | 19                   | 19                   |                      |                      |                    |                    |                 |                 |                        |                        | 0   |
| 22  | Libano          | Khalil Beschir       |                        |                        | 20                   | 21                   |                     |                     |                 |                 |                          |                          |                      |                      | 19                   | 13                   |                    |                    |                 |                 | 22                     | 18                     | 0   |
| 22  | Libano          | Jimmy Auby           |                        |                        |                      |                      |                     |                     |                 |                 |                          |                          |                      |                      |                      |                      | 15                 | 17                 | 18              | 22              |                        |                        | 0   |
| Pos | Team            | Drivers              | spr                    | fea                    | spr                  | fea                  | spr                 | fea                 | spr             | fea             | spr                      | fea                      | spr                  | fea                  | spr                  | fea                  | spr                | fea                | spr             | fea             | spr                    | fea                    | Pts |
| Pos | Team            | Drivers              | Paesi Bassi (bandiera) | Paesi Bassi (bandiera) | Rep. Ceca (bandiera) | Rep. Ceca (bandiera) | Malaysia (bandiera) | Malaysia (bandiera) | Cina (bandiera) | Cina (bandiera) | Nuova Zelanda (bandiera) | Nuova Zelanda (bandiera) | Australia (bandiera) | Australia (bandiera) | Sudafrica (bandiera) | Sudafrica (bandiera) | Messico (bandiera) | Messico (bandiera) | Cina (bandiera) | Cina (bandiera) | Regno Unito (bandiera) | Regno Unito (bandiera) | Pts |

| Colore    | Risultati                              |
| --------- | -------------------------------------- |
| Oro       | Vincitore                              |
| Argento   | 2º posto                               |
| Bronzo    | 3º posto                               |
| Verde     | Finita, a punti                        |
| Verde     | Ritirato, a punti                      |
| Blu       | Finita, senza punti                    |
| Viola     | Non finita (Rit)                       |
| Viola     | Finita, non classificato (NC)          |
| Rosso     | Non qualificato (NQ)                   |
| Nero      | Squalificato (SQ)                      |
| Bianco    | Non partito (NP)                       |
| Bianco    | Ritirato prima dell'evento (WD)        |
| Bianco    | Non ha partecipato                     |
| Bianco    | Infortunato (INF)                      |
| Bianco    | Escluso (ES)                           |
| Grassetto | Pole position                          |
| *         | Giro Veloce                            |
| spr       | Sprint Race Gara corta                 |
| fea       | Feature Race Gara lunga (o principale) |